# Quién contra mí 2
Quién contra mí 2 (o también acortado a QCM2) es el sexto álbum de estudio del cantante y compositor puertorriqueño Yandel, como solista. Fue publicado el 31 de julio de 2020 a través de Y Entertainment y distribuido por Sony Music Latin. Contó con las colaboraciones de 29 artistas, entre ellos Anuel AA, Arcángel, Farruko, J Balvin, Jhay Cortez, Zion & Lennox, entre otros.

## Contexto
En abril, Yandel había estrenado un nuevo sencillo, «Espionaje», que sería el primero desprendido del álbum, la canción fue producida por Nesty. Un vídeo musical fue dirigido por J. P. Valencia de 36 Grados, siendo grabado en la ciudad de Medellín, Colombia; el cantante añadió en sus redes sociales: “espero que mis fanáticos se la disfruten y mi nuevo tema les ayude a despejar un poco la mente de sus preocupaciones”.

“La idea de crear Quién contra mí 2 surge durante la cuarentena. Cuando comenzó todo esto yo tenía grabado muchos temas y en una conversación con Andy, mi manejador, le contaba que extrañaba tanto ese contacto con mis compañeros en la música; pero dentro de todo estaba lleno de esperanza y con mucho positivismo y esa actitud me recordó un poco al Yandel que en un principio se tomó tantos riesgos para salir adelante.”

## Producción
En una entrevista para Billboard en abril, afirmó que había grabado ocho canciones y tenía colaboraciones con J Balvin, Bad Bunny, Zion & Lennox y Dalex; además de mandar una canción a Pina Records y Natti Natasha. En el estreno del álbum, se publicó un artículo hablando del disco y respondiendo veinte preguntas personales, describiendo el proceso de grabación como una rutina con la cuarentena mundial, con más de 100 días grabando en el estudio de su casa en Orlando.

## Lista de canciones
| N.º      | Título                                                          | Productor(es)                                                 | Duración |  |
| 1.       | «Quién contra mí»                                               | Nesty                                                         | 3:38     |  |
| 2.       | «Dembow 2020» (con Rauw Alejandro)                              | DJ Blass · Nesty                                              | 2:48     |  |
| 3.       | «No te vayas» (con J Balvin)                                    | Luny Tunes · OMG · Soür · The Ironix · Predikador             | 3:48     |  |
| 4.       | «Diablo en mujer» (con Darell, Myke Towers y Natti Natasha)     | DJ Luian · Mambo Kingz · Neneto · BF                          | 5:04     |  |
| 5.       | «Por mi reggae muero 2020» (con Anuel AA)                       | DJ Blass · DJ Luian · Mambo Kingz · Neneto                    | 3:35     |  |
| 6.       | «Fama» (con Snoop Dogg y Rubén Blades)                          | Soür                                                          | 3:11     |  |
| 7.       | «Ponme al día» (con Jhay Cortez)                                | Cozy · DVLP · Earcandy                                        | 4:14     |  |
| 8.       | «Ella entendió» (con Farruko y Arcángel)                        | Nesty                                                         | 4:00     |  |
| 9.       | «Se viste y se maquilla» (con Ozuna)                            | DJ Luian · JOWNY · Mambo Kingz · BF                           | 3:07     |  |
| 10.      | «Actúa» (con Ñengo Flow y Kevvo)                                | Dynell · Los Harmónicos                                       | 4:46     |  |
| 11.      | «Celda» (con Manuel Turizo)                                     | Luny Tunes · OMG · Predikador                                 | 3:58     |  |
| 12.      | «No te soltaré» (con Nicky Jam)                                 | Jumbo · Saga WhiteBlack · Voxhel                              | 3:41     |  |
| 13.      | «Qué vas a hacer» (con Maluma)                                  | Cozy · DVLP · Earcandy                                        | 4:16     |  |
| 14.      | «Se me olvidó» (con Zion & Lennox)                              | Blind · Los Harmónicos                                        | 3:05     |  |
| 15.      | «Subconsciente» (con Lunay)                                     | Luny Tunes· MikeyTone · OMG · Soür · Predikador               | 3:47     |  |
| 16.      | «Hasta abajo le doy» (con Brray, Nio García, Juanka y Catalyna) | DJ Luian · JOWNY · Mambo Kingz                                | 4:58     |  |
| 17.      | «El gusto» (con Dalex)                                          | Soür                                                          | 3:41     |  |
| 18.      | «Ilegal» (con Omy de Oro)                                       | Ecby · Kano The Monster                                       | 3:10     |  |
| 19.      | «Concierto privado» (con Pedro Capó)                            | El Ke Retumba · George Noriega · Rec808 · Reggie El Auténtico | 4:13     |  |
| 20.      | «Eva» (con Jay Wheeler)                                         | DJ Luian · Hydro · Mambo Kingz                                | 3:28     |  |
| 21.      | «Fiesta y rumba» (con El Alfa)                                  | Play-N-Skillz · Scott Summers                                 | 3:10     |  |
| 22.      | «Espionaje»                                                     | Nesty                                                         | 3:37     |  |
| 01:23:15 |                                                                 |                                                               |          |  |

## Personal
- Adaptados desde TIDAL.[8]

| «Quién contra mí» - Llandel Veguilla Malavé — Composición. - Ernesto Fidel Padilla — Composición, producción. - José W. Marrero Sánchez — Composición. - Colin Leonard — Ingeniero de masterización. - Roberto Vázquez (Earcandy) — Ingeniero de mezcla. «Dembow 2020» - Llandel Veguilla Malavé — Composición. - Raúl Alejandro Ocasio — Artista invitado, composición. - Eric L. Pérez Rovira — Composición. - Ernesto Fidel Padilla — Composición, producción. - Jorge E. Pizarro — Composición. - José M. Collazo — Composición. - Juan Iván Orengo — Composición. - DJ Blass — Producción. - Colin Leonard — Ingeniero de masterización. - Earcandy — Ingeniero de mezcla. «No te vayas» - Llandel Veguilla Malavé — Composición. - José Álvaro Osorio Balvin — Artista invitado, composición. - Adrián Llandel Veguilla Espada (Söur) — Composición, producción. - Félix Eickhoff — Composición. - Francisco Saldaña — Composición, ingeniero de mezcla, producción. - Juan Camilo Vargas Vázquez — Composición. - Kevyn Mauricio Cruz Moreno — Composición. - Omar Fernando García — Composición. - Rafael Regginalds Aponte (Reggie El Auténtico) — Composición. - Simon Reichardt — Composición. - Víctor Delgado (Predikador) — Composición, coproducción, ingeniero de mezcla. - Colin Leonard — Ingeniero de masterización. - Earcandy — Ingeniero de grabación. «Diablo en mujer» - Llandel Veguilla Malavé — Composición. - Michael Torres Monge — Artista invitado, composición. - Natalia Alexandra Gutiérrez — Artista invitada, composición. - Osvaldo Elías Castro — Artista invitado, composición. - Luian Malavé — Composición, ingeniero de mezcla, producción. - Edgar Semper-Vargas, Xavier A. Semper-Vargas — Composición, producción. - Kedin Maysonet — Composición. - Pablo C. Fuentes — Composición. - Rafael Salcedo — Composición. - Colin Leonard — Ingeniero de masterización. - Earcandy — Ingeniero de mezcla. - Neneto — Ingeniero de grabación. «Por mi reggae muero 2020» - Llandel Veguilla Malavé — Composición. - Emmanuel Gazmey — Artista invitado, composición. - Edgar Semper-Vargas, Xavier A. Semper-Vargas — Composición, producción. - Luian Malavé — Composición, ingeniero de mezcla, grabación, producción. - Pablo C. Fuentes — Composición. - Rafael Salcedo — Composición. - Vladimir Félix Velázquez — Composición, producción. - Colin Leonard — Ingeniero de masterización. - Earcandy — Ingeniero de mezcla. «Fama» - Llandel Veguilla Malavé — Composición. - Calvin Codozar Broadus — Artista invitado, composición. - Rubén Blades — Artista invitado, composición. - Adrián Llandel Veguilla Malavé — Composición, producción. - Eduardo González — Composición. - Ronald Álvarez — Composición. - Colin Leonard — Ingeniero de masterización. - Earcandy — Ingeniero de mezcla. «Ponme al día» - Llandel Veguilla Malavé — Composición. - Jesús Manuel Nieves Cortez — Artista invitado, composición. - Brigram John Zayas — Composición. - Carlos Enrique Briceño — Composición. - José Jesús Tousaint — Composición. - Roberto Vázquez — Composición, ingeniero de mezcla, producción. - Colin Leonard — Ingeniero de masterización. «Ella entendió» - Llandel Veguilla Malavé — Composición. - Austin Agustín Santos — Artista invitado, composición. - Carlos Efren Rosado — Artista invitado, composición. - Ernesto Fidel Padilla — Composición, producción. - Andy Bauza (White Star) — Composición. - Franklin Jovani Martínez — Composición. - Joan Manuel Ubinas Jiménez — Composición. - Marco G. Pérez — Composición. - Colin Leonard — Ingeniero de masterización. «Se viste y se maquilla» - Llandel Veguilla Malavé — Composición. - Juan Carlos Ozuna Rosado — Artista invitado, composición. - Edgar Semper-Vargas, Xavier A. Semper-Vargas — Composición, producción. - Kedin Maysonet — Composición. - Luian Malave — Composición, ingeniero de mezcla, grabación, producción. - Pablo C. Fuentes — Composición. - Colin Leonard — Ingeniero de masterización. - Earcandy — Ingeniero de mezcla. - Izzy Guerra — Ingeniero de grabación. «Actúa» - Llandel Veguilla Malavé — Composición. - Edwin Laureano Rosa Vázquez Ortiz — Artista invitado, composición. - Kevin M. Rivera Allende — Artista invitado, composición. - Gabriel Lebrón, Audberto Duprey — Composición, producción. - Eduardo A. Vargas Berrios (Dynell) — Composición, producción. - Pedro J. Figueroa Quintana — Composición. - Colin Leonard — Ingeniero de masterización. - Earcandy — Ingeniero de mezcla. «Celda» - Llandel Veguilla Malavé — Composición. - Manuel Turizo Zapata — Artista invitado, composición. - David Lozada (Cheka) — Composición. - Francisco Saldaña — Composición, ingeniero de mezcla, producción. - Juan Diego Medina — Composición. - Omar Fernando García — Composición. - Víctor Delgado — Composición, coproducción, ingeniero de mezcla. - Luca Petrolesi — Ingeniero de masterización. - Earcandy — Ingeniero vocal. | «No te soltaré» - Llandel Veguilla Malavé — Composición. - Nick Rivera Caminero — Artista invitado, composición. - Cristhian Mena (Saga Whiteblack) — Composición, producción. - Eduardo Alfonso Vargas Berrios — Composición. - Germán Raúl Windevoxhel Tortolero — Composición. - Juan Diego Medina — Composición. - Víctor Viera Moore (Jumbo) — Composición, producción. - Colin Leonard — Ingeniero de masterización. - Earcandy — Ingeniero de mezcla. «Qué vas a hacer» - Llandel Veguilla Malavé — Composición. - Juan Luis Londoño Aroas — Artista invitado, composición. - Bigram John Zayaz — Composición, producción. - Carlos Enrique Briceño — Composición. - José Jesús Tousaint — Composición. - Roberto Vázquez — Composición, ingeniero de mezcla, producción. - Colin Leonard — Ingeniero de masterización. «Se me olvidó» - Llandel Veguilla Malavé — Composición. - Félix Ortiz — Artista invitado, composición. - Gabriel Pizarro — Artista invitado, composición. - Ángel Luis Sánchez — Composición. - Audberto Duprey, Gabriel Lebrón — Composición, producción. - Joan Manuel Ubinas Jiménez — Composición. - Colin Leonard — Ingeniero de masterización. - Earcandy — Ingeniero de mezcla. - Gaby Morales — Ingeniero de grabación. «Subconsciente» - Llandel Veguilla Malavé — Composición. - Jefnier Osorio Moreno — Artista invitado, composición. - Adrián Llandel Veguilla Espada — Composición, producción. - Gabriel Mora Quintero — Composición. - Joan Manuel Ubinas Jiménez — Composición, producción. - Michael Delgado — Composición, producción. - Predikador — Coproducción. - Luca Petrolesi — Ingeniero de masterización. - Earcandy — Ingeniero de mezcla. «Hasta abajo le doy» - Llandel Veguilla Malavé — Composición. - Luis Antonio Quiñones García — Artista invitado, composición. - Bryan García Quiñones (Brray) — Artista invitado, composición. - Catalina Noemi García (Catalyna) — Artista invitada, composición. - Edgar Semper-Vargas, Xavier A. Semper-Vargas — Composición, producción. - Juan Karlos Bauza — Composición. - Kedin Maysonet — Composición. - Luian Malavé — Composición, ingeniero de mezcla, producción. - Pablo C. Fuentes — Composición. - Colin Leonard — Ingeniero de masterización. - Earcandy — Ingeniero de mezcla. - Santo Niño — Ingeniero de grabación. - BF — Ingeniero de grabación. «El gusto» - Llandel Veguilla Malavé — Composición. - Pedro David Daleccio — Artista invitado, composición. - Adrián Llandel Veguilla Espada — Composición, producción. - Gabriel Morales — Composición. - Rafael Regginalds Aponte — Composición. - Colin Leonard — Ingeniero de masterización. - Earcandy — Ingeniero vocal. «Ilegal» - Llandel Veguilla Malavé — Composición. - Denis Omar Aponte Rivera (Omy de Oro) — Artista invitado, composición. - Carlos Arturo Lascano Ruiz — Composición. - Eric Rafael Campoverde Encarnación — Composición. - Marcello Robert Pastuizaca — Composición. - Martín Rodríguez Vicente (Cromo X) — Composición. - Raúl López Badillo (Viti) — Composición. - Colin Leonard — Ingeniero de masterización. - Earcandy — Ingeniero de mezcla. «Concierto privado» - Llandel Veguilla Malavé — Composición. - Pedro Francisco Rodríguez Sosa — Artista invitado, composición. - Eduardo Alfonso Vargas Berrios — Composición. - Frank Santofimio — Composición. - Juan G. Rivera Vázquez — Composición. - Rafael Regginalds Aponte — Composición. - Colin Leonard — Ingeniero de masterización. - Earcandy — Ingeniero de mezcla. «Eva» - Llandel Veguilla Malavé — Composición. - José Ángel López Martínez — Artista invitado, composición. - Edgar Semper-Vargas, Xavier A. Semper-Vargas — Composición, producción. - Héctor Ramos — Composición. - Luian Malavé — Composición, ingeniero de mezcla, producción. - Pablo C. Fuentes — Composición. - Rafael Salcedo — Composición. - Wander Manuel Méndez (Hydro) — Composición, producción. - Colin Leonard — Ingeniero de masterización. - Earcandy — Ingeniero de mezcla. - Izzy Guerra — Ingeniero de grabación. - Santo Niño — Ingeniero de grabación, coproducción. «Fiesta y rumba» - Llandel Veguilla Malavé — Composición. - Emanuel Herrera Batista — Artista invitado, composición. - David Macías — Composición, producción. - Eduardo González — Composición. - Gary Walker — Composición. - Juan Salinas — Composición, ingeniero de mezcla, producción. - Óscar Salinas — Composición, ingeniero de mezcla, producción. - Scott Summers — Coproducción. - Colin Leonard — Ingeniero de masterización. - Tycer Whatley — Ingeniero de mezcla. «Espionaje» - Llandel Veguilla Malavé — Composición. - Eduardo Alfonso Vargas Berrios — Composición. - Ernesto F. Padilla — Composición, producción. - Roberto Vázquez — Composición. |

## Posicionamiento en listas
| Listas (2020)                        | Mejor posición |
| ------------------------------------ | -------------- |
| España (Álbum Top 100)               | 12             |
| Estados Unidos (Billboard 200)       | 118            |
| Estados Unidos (Latin Rhythm Albums) | 3              |
| Estados Unidos (Top Latin Albums)    | 3              |

| Lista (2020)                      | Posición |
| --------------------------------- | -------- |
| Estados Unidos (Top Latin Albums) | 62       |

## Certificaciones
| País (Certificador) | Certificación   | Ventas certificadas |
| --- | --------------- | ------------------- |
| Estados Unidos (RIAA) | Platino (Latin) | 60 000*             |
| ^cifras de envíos basadas únicamente en la certificación xcifras no especificadas basadas únicamente en la certificación |                 |                     |